# R Doradus
R Doradus (HD 29712) – gwiazda zmienna typu Mira Ceti położona w gwiazdozbiorze Złotej Ryby.
Gwiazda oddalona jest od Ziemi o (178±10) lat świetlnych, jej promień wynosi (370±50) promieni Słońca, masa jest niewiele większa od masy Słońca i wynosi 1,2 M☉. Widziana z Ziemi ma średnicę (0,057±0,005) sekundy kątowej i jest drugą po Słońcu gwiazdą o największym rozmiarze kątowym. Jej temperatura efektywna wynosi (2740±190) K. Jest (6500±1400) razy jaśniejsza od Słońca, a jej obserwowana wielkość gwiazdowa waha się pomiędzy 4,8 i 6,6m i zazwyczaj jest widzialna gołym okiem.
R Doradus jest niezwykle „rozdęta” nawet jak na bardzo stare czerwone olbrzymy typu Mira Ceti, prawdopodobnie znajduje się na samej granicy niestabilności dla typu Mira Ceti.
Wokół gwiazdy znajduje się obłok pyłowy utworzony z materiału odrzuconego przez gwiazdę z jej zewnętrznych warstw. Po oddaleniu się od powierzchni gwiazdy na odległość większą od jej średnicy, materia wychładza się na tyle, że poszczególne atomy zaczynają łączyć się, tworząc bardziej skomplikowane związki chemiczne, między innymi minerały takie jak forsteryt czy enstatyt.